# Kamienica Pod Złotą Trójcą Świętą we Wrocławiu
Kamienica Pod Złotą Trójcą Świętą lub Pod Trójcą Świętą (niem. Dreifaltigkeit), znana również jako Apteka pod Podwójnym Złotym Orłem – kamienica na wrocławskim rynku, na jego północnej pierzei zwanej Targiem Łakoci.

## Historia i architektura kamienicy
Pierwszy budynek został wzniesiony między drugą połową XIV wieku a końcem drugiej tercji XV wieku. Budynek był dwuskrzydłowy, ze skrzydłem głównym ustawionym równolegle do pierzei Rynku i skrzydłem bocznym wzdłuż ulicy Kuźniczej. Skrzydło frontowe miało wymiary 14 m długości i 7,5 metra szerokości (obecnie szerokość frontu wynosi ok. 10,7 m).
Pierwsze wzmianki o kamienicy pochodzą z XV wieku. Pierwsza przebudowa miała miejsce w 1562 roku, a kolejna w XVIII wieku, kiedy to jej właścicielem od 1726 roku był Anton Salicega. Kamienica miała trzy kondygnacje. Jej fasada była ozdobiona lizenami rozdzielającymi osie okienne, a na ich zakończeniach znajdował się dwuosiowy, dwukondygnacyjny szczyt w formie edykuły z trójkątnym tympanonem otoczonym po bokach wolutowymi spływami.
W 1775 roku kamienica przeszła kolejną przebudowę za sprawą nowego właściciela, kupca Andreasa Forni. Budynek zyskał dwie kolejne kondygnacje oraz nową fasadę utrzymana w stylu zapóźniego baroku i elewację boczną; w tympanonie wieńczącym fasadę umieszczono datę przebudowy. Kamienicę pokryto dachem mansardowym. W 1872 roku kamienica została wyburzona i zastąpiona klasycyzującym budynkiem, o pięciokondygnacyjnej fasadzie, zakończoną tralkową balustradą i płaskim dachem.     
Przed 1945 rokiem w kamienicy znajdował się ekskluzywny sklep futrzarski.

### Właściciele i postacie związane z kamienicą
Od początku wieku XV do roku 1427 kamienica należała do rodziny Elias, pierwotnie do złotnika Eliasa a następnie, po 1417 roku do jego żony Barbary. W 1427 kamienica została sprzedana mistrzowi złotnictwa Hennyngowi Weypusch. Weypusch prawa obywatela Wrocławia nabył 16 września 1427 roku; w latach 1437,1440, 1443, 1447, 1450 i 1454 pełnił funkcję starszego przysięgłego cechu złotników. W 1436 zakupił dom przy ulicy Koziej na Nowym Mieście a w kolejnych latach nabywał i sprzedawał różne inne nieruchomości i renty: m.in. w 1450 przez pół roku był właścicielem kamienicy Rynek 40. Miał dwie żony: jego pierwszą żoną była Margarethe z domu Krommendirf, córka złotnika Nicolausa, właściciela kamienicy Rynek 41, druga miała na imię Barbara. Zmarł w 1455 roku a jego spadkobiercami byli jego nieletnie dzieci. Około 1472 samodzielnym właścicielem posesji był syn Kasper Wepusch zwany Henning. Trudnił się on również złotnictwem a w latach 1490, 1492 i 1494 był starszym swego cechu. Właścicielem kamienicy był do swojej śmierci w 1495. Majątek po nim odziedziczyła żona Barbara a następnie, po jej ponownym zamążpójściu i sprzedaniu praw majątkowych, ich wspólne dzieci Adam i Ewa.    
W 1726 roku właścicielem kamienicy był Anton Salicega; w 1775 roku właścicielem został kupiec Andreas Forni

## Po II wojnie światowej
W wyniku działań wojennych w 1945 roku kamienica uległa znacznemu zniszczeniu. W 1955 roku została odbudowana według projektu architekta Emila Kaliskiego. Została obniżona do trzech kondygnacji i pokryta dachem mansardowym. Część frontowa jest dwuosiowa, zwieńczona trójkątnym frontonem, a część od ulicy Kuźniczej ośmioosiowa.
W kamienicy od 1951 roku znajduje się apteka „Pod Podwójnym Złotym Orłem”, prawdopodobnie jedna z najstarszych aptek we Wrocławiu. Pod obecny adres została przeniesiona z ulicy Kurzy Targ 4, gdzie swoją siedzibę miała nieprzerwanie od drugiej połowy XIII lub początku XIV wieku, jako Apteka Targu Wiankowego. Jej pierwszym właścicielem był mistrz Mikołaj lub mistrz Piotr (zm. w 1349), a następnie Peter i Szymon zwany „aptekarzem naszego cesarza”. Według niemieckiego historyka Herrmanna Brachmanna nazwa „Pod Orłem” wiązała się z tym, że apteka miała przywileje cesarskie. Nazwa „Apteka pod Cesarskim Złotym Orłem” została zarejestrowana w 1829 roku, a godło z tym napisem zostało umieszczone nad wejściem głównym. Powód dlaczego w nazwie kamienicy znalazł się "podwójny", jest nieznany i jak sugeruje Wojciech Chądzyński, jest wynikiem błędu urzędnika rejestrującego nazwy.

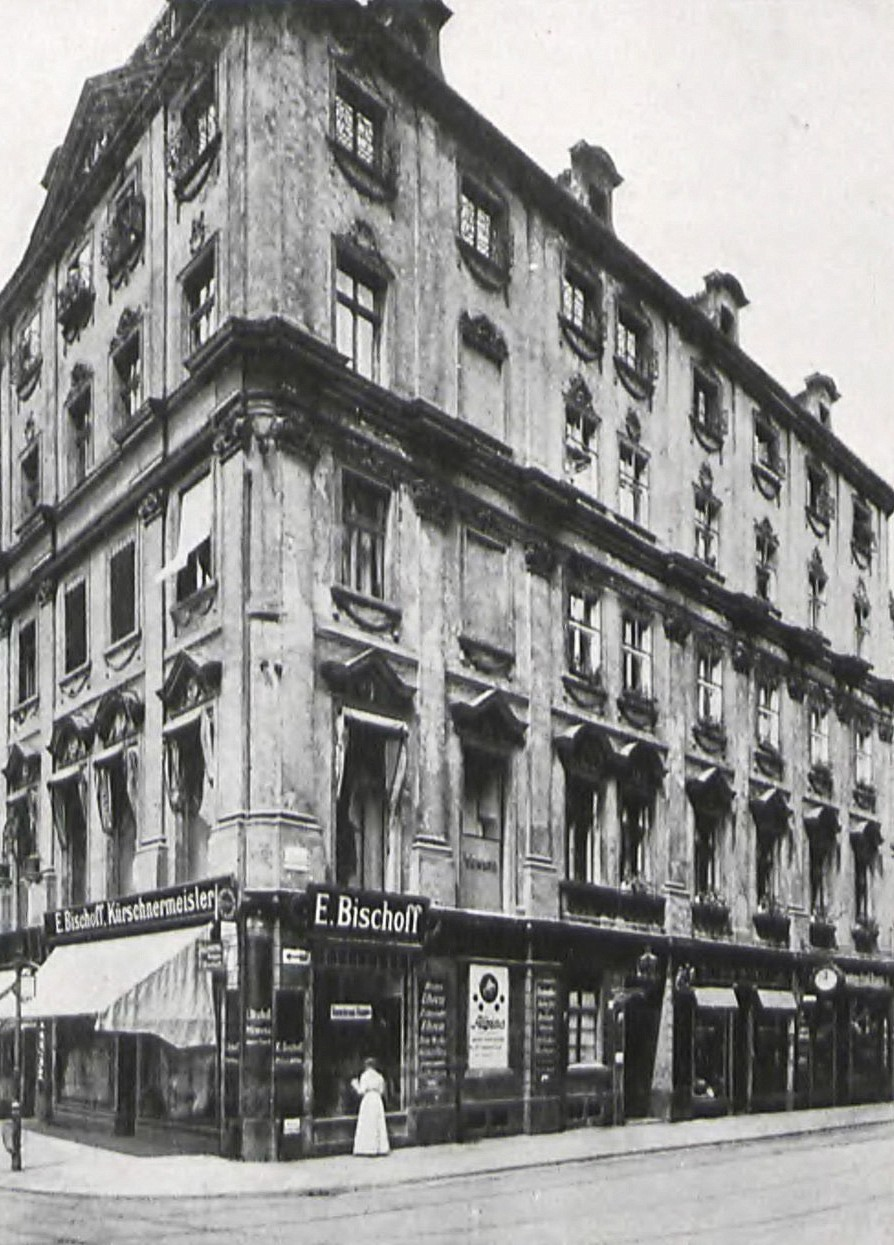
Kamienica Rynek 42 (ok. 1900–1920)
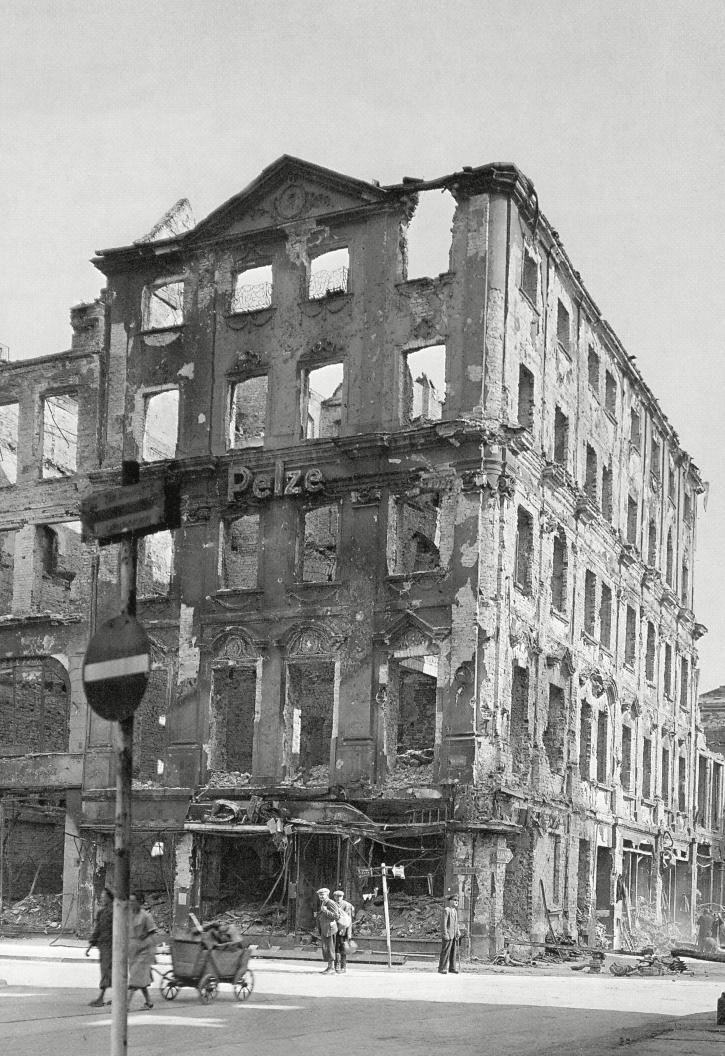
Zniszczenia wojenne (1945)
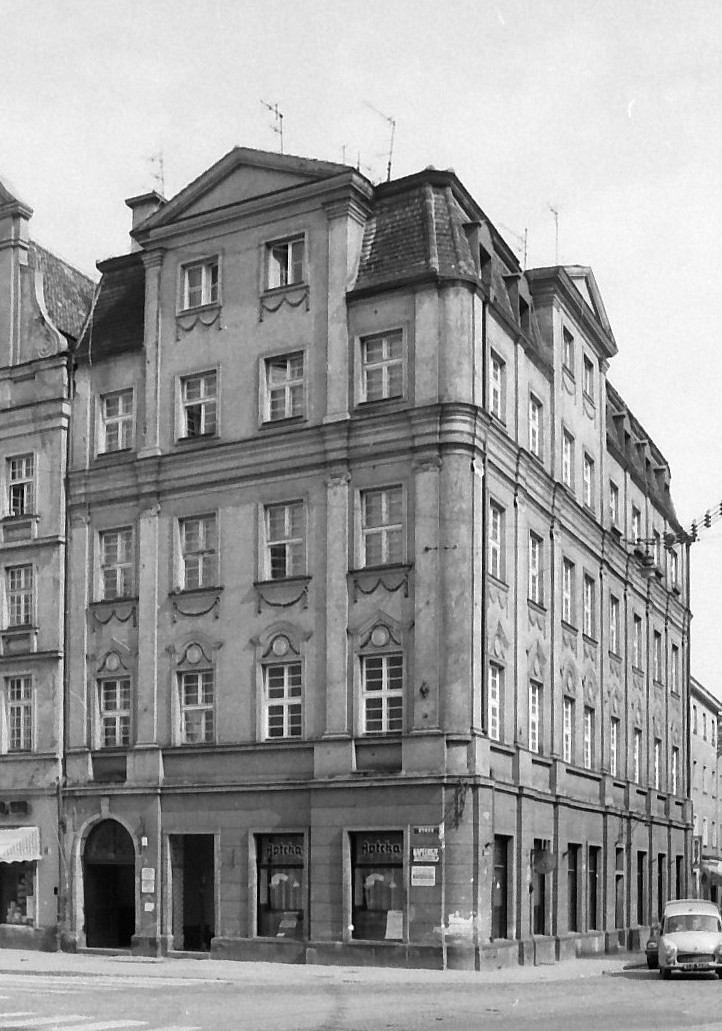
Odbudowana kamienica Rynek 42 (koniec lat 80.)
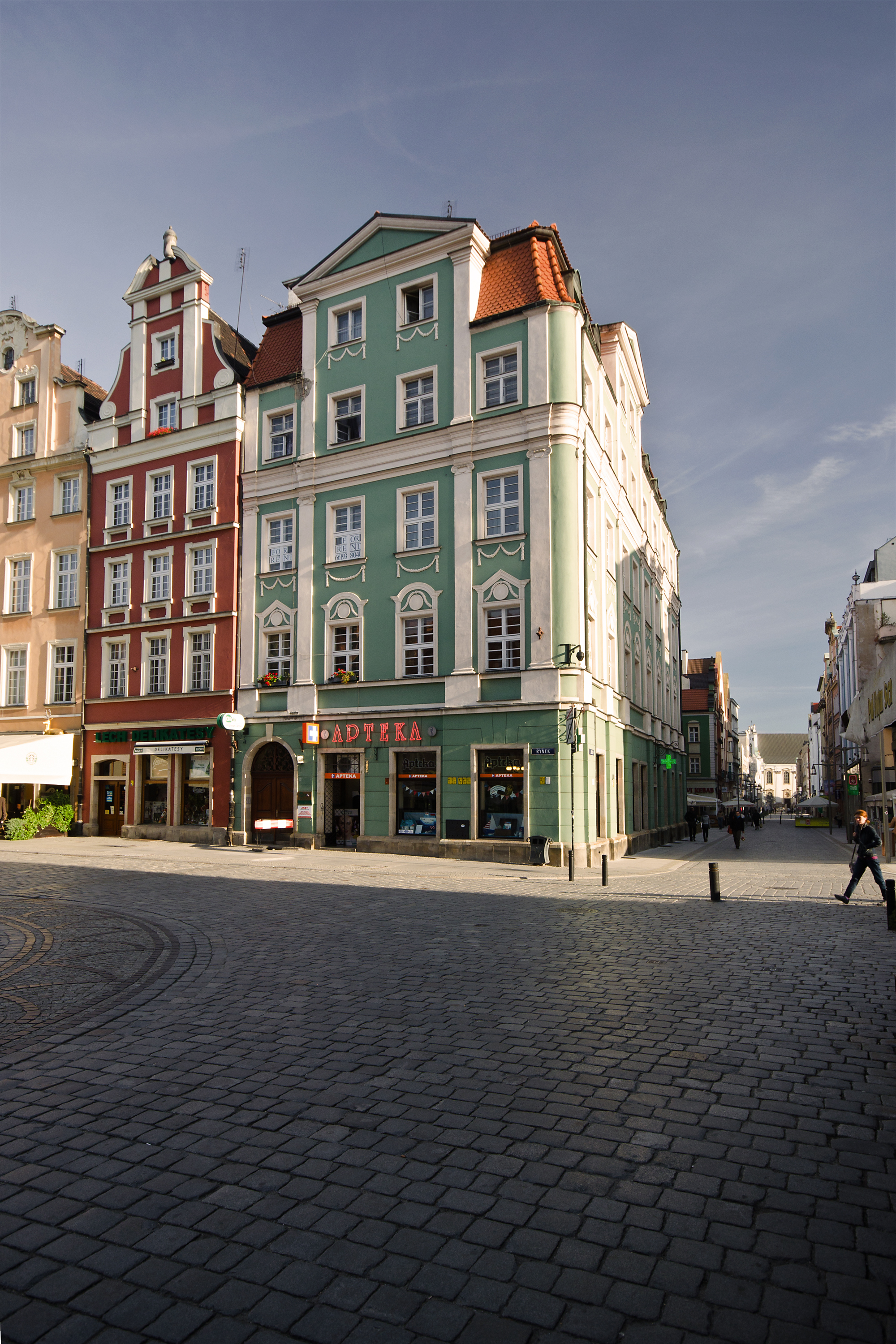
(2012)